# Прогрес Пирот
Прогрес Пирот је грађевинско предузеће из Пирота. 

## Историјат
Прогрес је основан априла 1948. године. За директора је постављен Живојин Ђорђевић, грађевински радник који је био једини вид управе предузећа тада. Од транспортних средстава су имали коња и шпедитер који је дотле припадао Млекари Пирот а од осталих средстава су имали само десетак лопата и пет, шест пијука. Среско привредно предузеће Прогрес је било локалног значаја, то је његово административно-оперативно руководство представљао Народни одбор среза, односно Планска комисија. 
Први послови који су имали су биле адаптације основних школа: у лето 1948. године су отворили градилишта у пет села у околини Пирота. 
Због несташице материјала, Прогрес је основао своју кречану на брду Сарлах. 
Почетком 1951. године је предузећу Прогрес припојено Среоско привредно предузеће "Широке луке" као и Среоско лончарско предузеће "Дренова глава". 
Исте године, предузеће добија управни одбор - Раднички савет од 31 и Управни одбор од 11 чланова. 
Погони Прогреса су били: грађевински, столарски, погон у Широким лукама и лончарски погон. Први већи посао грађевинског погона ван Пирота је била изградња Гимназије у Димитровграду који је уједно био први и последњи административни посао овог предузећа.
Грађевинско предузеће Прогрес тек 1954. године улази у интензивнији развој када је уговорило изградњу Индустрије вуне и коже, Фабрике гумених производа Тигар и Винарског подрума. 
Поред честих припајања и издвајања, грађевинско предузеће Прогрес, све до половине 1962. није заокружило своју делатност. Исте године му је припојено предузеће за пројектовање "Пројект" те је тако Прогрес добио биро за пројектовање. Исте године је за директора постављен Витомир Костић.
Шездесетих година Прогрес успешно послује те гради стамбене зграде у насељу "Чешаљ" у Пироту, гради магацин Електронске индустрије у Пироту, школски развојни центар у Тигру, производну халу фабрике "Полет" из Пирота, Правно економски факултет у Нишу, Дом студената у Нишу, Комбинат обојених метала у Прокупљу а у Белој Паланци три зграде. Убрзо, Прогрес развија сарадњу у Немачкој те шаље раднике у Западну Немачку где се градило 280 кућица чија је вредност била 20 милиона марака. Радници су сем у Немачкој, одлазили у Русију да раде. 
Прогрес је пао у стечај а затим је предузеће избрисано из привредног регистра како би 2013. поново добило статус друштвеног предузећа. Како је остало без материјалних средстава, Холдинг компанија Прогрес пада поново у стечај 2016. године .